# Poecilanthrax fasciatus
Poecilanthrax fasciatus är en tvåvingeart som beskrevs av Johnson 1957. Poecilanthrax fasciatus ingår i släktet Poecilanthrax och familjen svävflugor. Inga underarter finns listade i Catalogue of Life.